# Ptinella johnsoni
Ptinella johnsoni är en skalbaggsart som beskrevs av Rutanen 1985. Ptinella johnsoni ingår i släktet Ptinella, och familjen fjädervingar. Arten är reproducerande i Sverige.